# Яблочник, Любовь Марковна
Любовь Марковна Яблочник (девичья фамилия Розина, 1928—2013) — советский и российский микробиолог в области ветеринарии.

## Биография
Родилась 8 декабря 1928 года в г. Брянске. После окончания Московского химико-технологического института мясной промышленности в 1951 году работала (до 1954 года) ветеринарным врачом в Красноярском крае.
В 1957—1960 годах — младший научный сотрудник Московского научно-исследовательского института препаратов против полиомиелита. В 1960—1963 годах — инженер микробиолог на Московском салициловый заводе.
В 34 года, уже будучи матерью двоих детей, Л. М. Яблочник решила заняться наукой. С этой целью она прошла полный курс микробиологии на одноимённой кафедре Первого Московского медицинского института, а в 1963 году поступает в аспирантуру Всероссийского научно-исследовательского института экспериментальной ветеринарии (ВИЭВ) — в лабораторию микологии и антибиотиков.
С 1966 года — научный сотрудник, а с 1973 — старший научный сотрудник ВИЭВ.
В конце 1973 года она переходит во Всесоюзный государственный научно-контрольный институт ветеринарных препаратов (ВГНКИ) на должность старшего научного сотрудника лаборатории антибиотиков. В 1978 году в ВГНКИ при активном участии Л. М. Яблочник была создана лаборатория контроля и стандартизации препаратов против микозов, которую она возглавляла с 1981 по 1989 год.
С 1989 по 1993 год Л. М. Яблочник была ведущим научным сотрудником лаборатории контроля и стандартизации пробиотиков, препаратов против кокковых инфекций и микозов.
С 1993 года проживала с семьёй в США, в штатах Нью-Йорк и Нью-Джерси.

## Научная деятельность
Поступление в аспирантуру ВИЭВ (в лабораторию микологии и антибиотиков) определило основное направление научной деятельности Л. М. Яблочник — изучение микозов (болезни, вызываемые паразитическими грибами) сельскохозяйственных животных.
Научный руководитель профессор А. Х. Саркисов поставил аспирантке Яблочник задачу — изучить иммунитет при трихофитии (стригущем лишае) крупного рогатого скота. Проведённые Л. М. Яблочник исследования на группе подопытных животных, показали, что переболевшие и вылеченные животные после повторного заражения не заболевали. Было доказано существование иммунитета при заболеваниях вызываемые микроскопическими грибами, а значит и возможность создания вакцины против стригущего лишая крупного рогатого скота
В 1969 году впервые в мировой практике была разработана противогрибковая вакцина (в качестве иммуногенного препарата использовали живую культуру Trichophyton faviforme) которая получила название препарат ТФ-130. В дальнейшем жидкий препарат был лиофильно высушен (вакцина ЛТФ-130), что значительно увеличило срок его хранения, а затем и усовершенствован — вакцина ТФ-130(К).
В результате иммунизации крупного рогатого скота вакциной ЛТФ-130 в Советском Союзе за период с 1968 по 1987 год количество заболевших животных сократилось более, чем в 100 раз, и вспышки заболеваемости практически прекратились.
Вакцина ЛТФ-130 до настоящего времени является наиболее эффективным биологическим препаратом, применяемым против стригущего лишая крупного рогатого скота.
Работа советских ученых получила высокую оценку как в стране (Государственная премия СССР — 1973), так и за рубежом. Вакцины ТФ-130 и ЛТФ-130 были запатентованы во многих странах мира. Особенно следует выделить золотую медаль «За выдающиеся изобретения, направленные на благо человечества» Всемирной организации интеллектуальной собственности ООН, которую создатели вакцины ЛТФ-130 (Саркисов А. Х., Яблочник Л. М., Петрович С. В., Никифоров Л. И.) получили в 1983 году. Обладателей такой награды в мире меньше, чем нобелевских лауреатов. Л. М. Яблочник была первой женщиной-учёным из Советского Союза, получившей эту награду.
В 1992 году под руководством Л. М. Яблочник была разработана вакцина против трихофитии животных. В настоящее время данный препарат выпускается Армавирской биофабрикой под названием «Вакцина „Вермет“ против дерматофитозов животных».

## Основные научные труды и патенты
- Яблочник, Л. М. Экспериментальное изучение иммунитета при трихофитии морских свинках. // Бюллетень ВИЭВ — М., 1967. — Вып.2. — С. 96-100.
- Яблочник, Л. М. Иммунитет при трихофитии крупного рогатого скота: автореферат диссертации кандидата ветеринарных наук // Бюллетень ВИЭВ — М., 1968. — 20 с.
- Авторское свидетельство СССР № 268593. Способ специфической профилактики трихофитии крупного рогатого скота. Заявлено 17.02.69, Опубликовано: 05.04.1974. Авторы: А. Х. Саркисов, C.B. Петрович, Л. И. Никифоров, Л. М. Яблочник. МПК: A61D 7/00.
- Саркисов А. Х., Петрович C. B., Никифоров Л. И., Яблочник Л. M., Королева В. П. Иммунизация крупного рогатого скота против стригущего лишая. // Ветеринария, 1971, № 2, с.54-56.
- Яблочник Л. М. Иммунитет при трихофитии крупного рогатого скота. // Бюллетень ВИЭВ, М., 1972 — Выпуск 12 — С. 15-16.
- Яблочник Л. М. Серологическое исследование при трихофитии крупного рогатого скота // Бюллетень ВИЭВ, М., 1972 — Вып. 12 — С. 26-29.
- Петрович С. В., Никифоров Л. И., Яблочник Л. М. и др. Длительность иммунитета у крупного рогатого скота, иммунизированного препаратом ТФ-130 (ВИЭВ). Бюллетень ВИЭВ Москва, 1972 — Выпуск 12 — С.23-25.
- Саркисов А. Х., Петрович C.B., Никифоров Л. И., Яблочник Л.M. Специфическая профилактика стригущего лишая крупного рогатого скота. Бюллетень ВИЭВ Москва, 1972 — Выпуск 12 — С. 9-14.
- Patent CA-984749-A: Method for producing preparation for prophylaxis of trichophytosis in cattle. Arutjun K. Sarkisov, Svyatoslav V. Petrovich, Lev I. Nikiforov, Ljubov M. Yablochnik, Vsesojuzny. Ordena Lenina Institut Experimentalnoi Veterinarii. March 02, 1976
- Яблочник Л. М., Летягин К. П. Влияние сезона на спорогенез Trichophyton verrucosum, Bodin 1902. Вестник дерматологии и венерологии, 1980, т. 14, № 9, стр. 16-18.
- Авторское свидетельство СССР № 955570. Способ изготовления вакцины против трихофитии крупного рогатого скота. Заявлено 26.03.80, Опубликовано: 07.11.1984. Авторы: А. Х. Саркисов, Л. М. Яблочник, Л. И. Никифоров, C.B. Петрович, К. П. Летягин, Т. Н. Мохина, Г. Ф. Денисенко, И. И. Жарков, В. Ф. Ковалев, Ю. П. Чернецкий.
- Авторское свидетельство СССР № 955571. Вакцина тф-130 (к) против трихофитии крупного рогатого скота и способ профилактики лечения трихофитии крупного рогатого скота. Заявлено 28.03.80, Опубликовано: 07.11.1984. Авторы: А. Х. Саркисов, Л. М. Яблочник, С. В. Петрович, Л. И. Никифоров, И. И. Жарков, К. П. Летягин, Х. А. Джилавян, В. Г. Мельник.
- Саркисов К. А., Яблочник L М., Трусова О. В., Жарков И. И. Изучение вирулентности эпизоотических штаммов возбудителей дерматомикозов животных. Труды ВГНКИ, 1982, стр. 69-73.
- Яблочник Л. М., Жарков И. И., Заерко В. И. Влияние способа хранения на вирулентность Trichophyton verrucosum штамм ТФ-130 // Бюллетень ВИЭВ Москва, 1983 — Выпуск. — С. 32-36.
- Яблочник Л. М., Мохина Т. Н., Летягин К. П. Влияние хлористого натрия на рост и спорообразование дерматофитов. // Сб. науч. тр. Разработка методов проверки биологических свойств производственных штаммов микроорганизмов и диагностических препаратов. — М., 1983. — с. 41-46.
- Яблочник Л. М. Стандартизация производственных микологических штаммов и специальных средств профилактики при микозах животных // Бюллетень ВИЭВ Москва, 1984 — Выпуск. 54 — С. 17-19.
- Яблочник Л. М. и др. Борьба с трихофитией телят // Ветеринария- 1984 № 11 — С. 13-14.
- Яблочник Л. М. и др. Трихофития крупного рогатого скота // Ветеринария 1986 — № 8 — С. 72.
- Летягин К. П., Мохина Т. Н., Яблочник Л. М. и др. Спорогенез дерматофитов на сусло-агаре. // Докл. Всесоюзн. Орд. Ленина и орд. Труд. Знамени акад. с/х наук. 1986. № 3. С. 32-35.
- Яблочник Л. М. Болезни, вызываемые патогенными грибами. Микозы. — М.: Агропромиздат, 1987. — С. 256—265.
- Яблочник Л. М., Баландина A.M., Дрождин O.Л. Вспышка трихофитии среди белых мышей // Ветеринария. 1986. № 8. С.72.
- Яблочник Л. М. и др. Профилактика трихофитии у телят в промышленных комплексах // Ветеринария 1988 — № 6 — С. 27.
- Патент RU2013444C1 Штамм гриба trichophyton mentagrophytes, используемый для контроля иммуногенной активности вакцин против трихофитии животных. Заявлено: 1992-12-30. Опубликовано: 1994-05-30. Авторы: Л. М. Яблочник, А. Н. Панин, И. И. Жарков, К. П. Летягин
- Патент RU2013445C1. Штамм гриба trichophyton mentagrophytes, используемый для изготовления вакцины против трихофитии животных. Заявлено: 1992-12-30. Опубликовано: 1994-05-30. Авторы: Л. М. Яблочник, А. Н. Панин, К. П. Летягин, К. А. Саркисов
- Патент RU2018321C1, WO9415632-A1; AU9458245-A. Вакцина против трихофитии животных. Заявлено: 1992-12-30. Опубликовано: 1994-08-30. Авторы: Л. М. Яблочник, К. А. Саркисов, К. П. Летягин, А. Н. Панин
- Патент RU2074251C1. Штамм гриба trichophyton verrucosum, используемый для изготовления вакцины против дерматофитозов животных. Заявлено: 1994-07-01. Опубликовано: 1997-02-27. Авторы: К. П. Летягин, Т. Н. Мохина, Л. М. Яблочник, А. Н. Панин, К. А. Саркисов

## Награды и премии
Лауреат Государственной премии СССР (1973) — за создание высокоэффективного профилактического препарата ТФ-130 (вакцины) против стригущего лишая крупного рогатого скота, разработку технологии его производства, освоение промышленного выпуска и внедрение в широкую ветеринарную практику
Золотая медаль Всемирной организации интеллектуальной собственности (ВОИС) ООН (1983) за открытие: «Метода производства и использования вакцины ЛТФ-130, предназначенной для профилактики и лечения стригущего лишая крупного рогатого скота (Трихофитии)». Авторы: Саркисов А. Х., Яблочник Л. М., Петрович С. В., Никифоров Л. И.
Золотая медаль Лауреата ВДНХ СССР (1991).